# Evie Tamala
Cucu Suryaningsih, conocida artísticamente como Evie Tamala (nacida el 23 de junio de 1969, Tasikmalaya) es una popular cantante de la música dangdut y compositora indonesia. Evie se hizo conocer con sus  primeros temas musicales que tuvieron éxito como Selamat Malam, Cinta Ketok Mágico y Dokter Cinta.

## Discografía

### Álbumes de estudio
- Tang Ting Tong Der (1988)
- Dokter Cinta (1989)
- Hari-Hari Cinta (1990)
- Aduh Sayang (1991)
- Rambut (1992)
- Kangmas (1994)
- Rembulan Malam (1994)
- Selamat Malam (1995)
- Duka & Lukaku (1996)
- Suara Hati (1997)
- Best Of The Best Evie Tamala 1999 (1999)
- Kasmaran (1999)
- Album Cinta (2000)
- Best of the Best Evie Tamala - AMI Sharp Award (2000)
- Kerinduan (2001)
- Asmara (2002)
- Selamat Datang Cinta (2005)
- Getar Suara Hati (2006)
- Indahnya (2006)

Álbumes de estudio Pop sundanese
- Cinta Ketok Magic (1991)
- Cinta Parabola (1992)
- Tunggara (2001)
- Angin Peuting (2010)

Álbumes de estudio Pop javanés
- Kangen (1993)
- Yogya Priyangan (1994)